# Квят Данило В'ячеславович
Данило В'ячеславович Квят (рос. Дании́л Вячесла́вович Квят; нар. 26 квітня 1994 року в Уфі, Росія) — російський автогонщик, чемпіон серії GP3 2013 року. З 2014 року виступає у «Формулі-1», з 2015 — у складі команди Ред Булл.

## Кар'єра

### Перші роки
Данило Квят почав гоночну кар'єру у картингових змаганнях в Італії, де тоді жив, і швидко добився успіхів. Талановитого гонщика одразу помітили різні програми підтримки молодих гонщиків і у 2009 році йому став допомагати нафтовий концерн Лукойл, а в 2010 році Квят підписав контракт з Red Bull Junior Team. У тому ж році він вперше спробував себе у перегонах формульного класу, зокрема у Формулі-БМВ і Формулі-Рено, теж добившись успіхів. У європейській Формулі-БМВ зайняв лише десяте місце при одному фініші на подіумі, в той час, як його напарник Карлос Сайнс-молодший побував на подіумі п'ять разів і зайняв четверте місце у підсумковому заліку.
Рік потому європейці зустрілись уже в Єврокубку Формули-Рено 2.0, де набравшись досвіду, боролись за титул, але обидва рази вигравав іспанець. У молодшій першості здобув сім перемог і зайняв друге місце, а у старшій — виграв лише у двох гонках і зайняв третє місце. У 2012 році Данила залишили ще на рік у Формулі-Рено. Проте він все одно не виграв титул у старшій першості, поступившись Стоффелю Вандорну.
У 2013 році Квят брав участь у GP3 і виграв чемпіонський титул. Паралельно у Торо Россо з'явилась вакансія (Марк Веббер покинув Формулу-1, а його місце у старшій команді зайняв Даніель Ріккіардо) і на вільне місце вибрали саме Квята.

### Формула-1
Вибір Гельмута Марко виявився вдалим — з перших Гран-прі Квят показував гарні результати. Далі результати погіршились — Данило в трьох підряд гонках не фінішував через технічні проблеми. Керівництво все ж залишилось задоволеним його діями та коли Себастьян Феттель вирішив піти з Ред Булл, його замінив саме Квят.
У 2015 році покращення результатів перший час добитися не вдавалось. Проте, час від часу пілотам Ред Булл вдавалося боротись за високі позиції. У Монако Данило і Даніель фінішували у першій п'ятірці. На Гран-прі Угорщини Квят зайняв друге місце, а в Бельгії — четверте. У чемпіонаті пілотів зайняв сьоме місце.

## Результати у Формулі-1
| Сезон | Команда                   | Шасі                      | Двигун                          | 1       | 2        | 3        | 4        | 5      | 6        | 7        | 8        | 9        | 10       | 11     | 12     | 13     | 14       | 15     | 16       | 17     | 18     | 19       | 20     | 21       | Місце | Очки |
| ----- | ------------------------- | ------------------------- | ------------------------------- | ------- | -------- | -------- | -------- | ------ | -------- | -------- | -------- | -------- | -------- | ------ | ------ | ------ | -------- | ------ | -------- | ------ | ------ | -------- | ------ | -------- | ----- | ---- |
| 2014  | Toro Rosso                | Toro Rosso STR9           | Ferrari 056 2,4 V8              | АВС 9   | МАЛ 10   | БАХ 11   | КИТ 10   | ІСП 9  | МОН Схід | КАН Схід | АВТ Схід | ВБР 9    | НІМ Схід | УГО 14 | БЕЛ 9  | ІТА 11 | СИН 14   | ЯПО 11 | РОС 14   | США 15 | БРА 11 | АБУ Схід |        |          | 15    | 8    |
| 2015  | Red Bull                  | RB11                      | Renault Energy F1-2015 1.6 V6 t | АВС НС  | МАЛ 9    | КИТ Схід | БАХ 9    | ІСП 10 | МОН 4    | КАН 9    | АВТ 12   | ВБР 6    | УГО 2    | БЕЛ 4  | ІТА 10 | СИН 6  | ЯПО 13   | РОС 5  | США Схід | МЕК 4  | БРА 7  | АБУ 10   |        |          | 7     | 95   |
| 2016  | Red Bull Racing           | Red Bull RB12             | TAG Heuer 1.6 V6 t              | АВС НС  | БАХ 7    | КИТ 3    | РОС 15   |        |          |          |          |          |          |        |        |        |          |        |          |        |        |          |        |          | 14    | 25   |
| 2016  | Scuderia Toro Rosso       | Toro Rosso STR11          | Ferrari 060 1.6 V6 t            |         |          |          |          | ІСП 10 | МОН Схід | КАН 12   | ЄВР Схід | АВТ Схід | ВЕЛ 10   | УГО 16 | НІМ 15 | БЕЛ 14 | ІТА Схід | СІН 9  | МАЛ 14   | ЯПО 13 | США 11 | МЕК 18   | БРА 13 | АБУ Схід | 14    | 25   |
| 2017  | Scuderia Toro Rosso       | Toro Rosso STR12          | Toro Rosso 1.6 V6 t             | АВС 9   | КИТ Схід | БАХ 12   | РОС 12   | ІСП 9  | МОН 14†  | КАН Схід | АЗЕ Схід | АВТ 16   | ВЕЛ 15   | УГО 11 | БЕЛ 12 | ІТА 12 | СІН Схід | МАЛ    | ЯПО      | США 10 | МЕК    | БРА      | АБУ    |          | 19    | 5    |
| 2019  | Red Bull Toro Rosso Honda | Scuderia Toro Rosso STR14 | Honda RA619H 1.6 V6 t           | АВС 10  | БАХ 12   | КИТ Схід | АЗЕ Схід | ІСП 9  | МОН 7    | КАН 10   | ФРА 14   | АВТ 17   | ВЕЛ 9    | НІМ 3  | УГО 15 | БЕЛ 7  | ІТА Схід | СІН 15 | РОС 12   | ЯПО 10 | МЕК 11 | США 12   | БРА 10 | АБУ 9    | 13    | 37   |
| 2020  | Scuderia AlphaTauri Honda | AlphaTauri AT01           | Honda RA620H 1.6 V6 t           | АВТ 12† | ШТИ 10   | УГО 12   | ВЕЛ Схід | 70 10  | ІСП 12   | БЕЛ 11   | ІТА 9    | ТОС 7    | РОС 8    | АЙФ 15 | ПОР 19 | ЕМІ 4  | ТУР 12   | БАХ 11 | САХ 7    | АБУ 11 |        |          |        |          | 14    | 32   |

*Сезон триває.
†Не фінішував, але був класифікований, оскільки подолав понад 90% дистанції.